# 船員労務官
船員労務官（せんいんろうむかん）とは、船員法および船員災害防止活動の促進に関する法律に基づき船員の労働環境改善と労働災害防止のための業務を担当する国土交通省所属の官職名である。

## 概要
主に地方運輸局に勤務している。「船員労務官服制」（昭和59年7月28日運輸省令第24号）によって制服および胸章が定められており、貸与がなされている。
なお、船員労務官は船員法、船員災害防止活動の促進に関する法律、最低賃金法、賃金の支払の確保等に関する法律に違反する事案に関しては特別司法警察職員としての権限を持っている。
船員は、その勤務形態の特殊性から労働基準法の大部分及び労働安全衛生法の全規定の適用が除外されており、それに代わる法律として船員法および船員災害防止活動の促進に関する法律が制定されている。
船員労務官は、いわば「対象が船員限定の労働基準監督官的な官職」と言える。